# Petalophthalmus armiger
Petalophthalmus armiger är en kräftdjursart som beskrevs av Willemoes-Suhm 1875. Petalophthalmus armiger ingår i släktet Petalophthalmus och familjen Petalophthalmidae. Inga underarter finns listade i Catalogue of Life.